# Campo de' Fiori
El Campo de' Fiori es una plaza de Roma, situada entre la Via dei Giubbonari y la Piazza della Cancelleria, en el límite entre los rioni Parione y Regola.

## Historia
Hasta el siglo xv la plaza no existía como tal, y en su lugar había un prado florido con algunos huertos cultivados, del que proviene su nombre. Según una tradición, la plaza debería su nombre en su lugar a Flora, mujer amada por Pompeyo, el cual había construido cerca su teatro. La plaza dio su nombre al largo eje viario conocido en el siglo xv como Via Florea, que unía la iglesia de Santo Ángel en Pescheria con el Puente Sant'Angelo, pasando por las actuales Via Portico di Ottavia, Via dei Giubbonari (antigua Via Pelamantelli), Via del Pellegrino y Via dei Banchi Vecchi. Ese mismo recorrido, desde la Via dei Giubbonari hasta la Via del Pellegrino, asumió en el siglo xv también el nombre de Via Mercatoria.

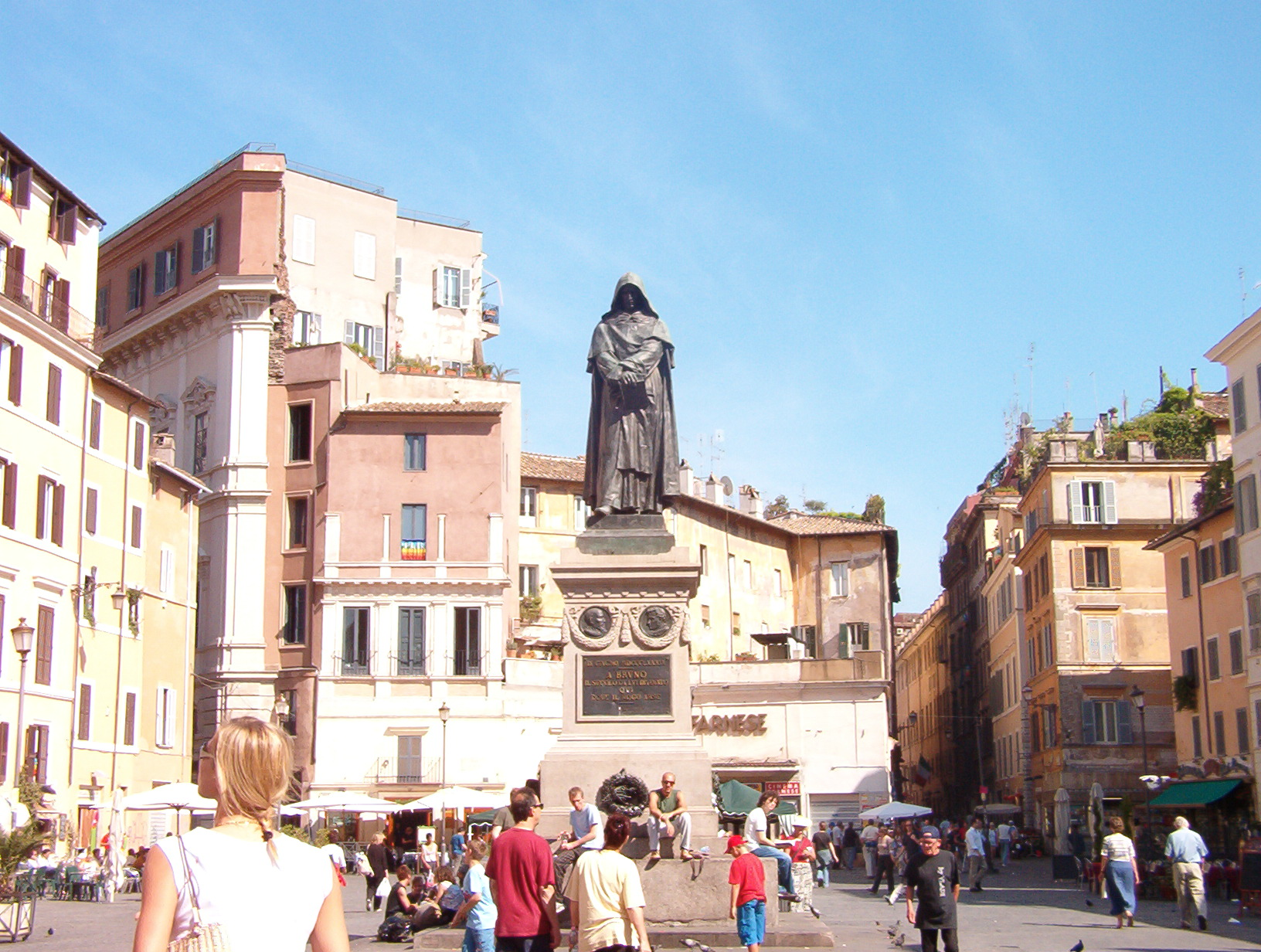
Vista del Campo de' Fiori con el monumento a Giordano Bruno en el centro. Al fondo, el Palazzo Orsini Pio Righetti.

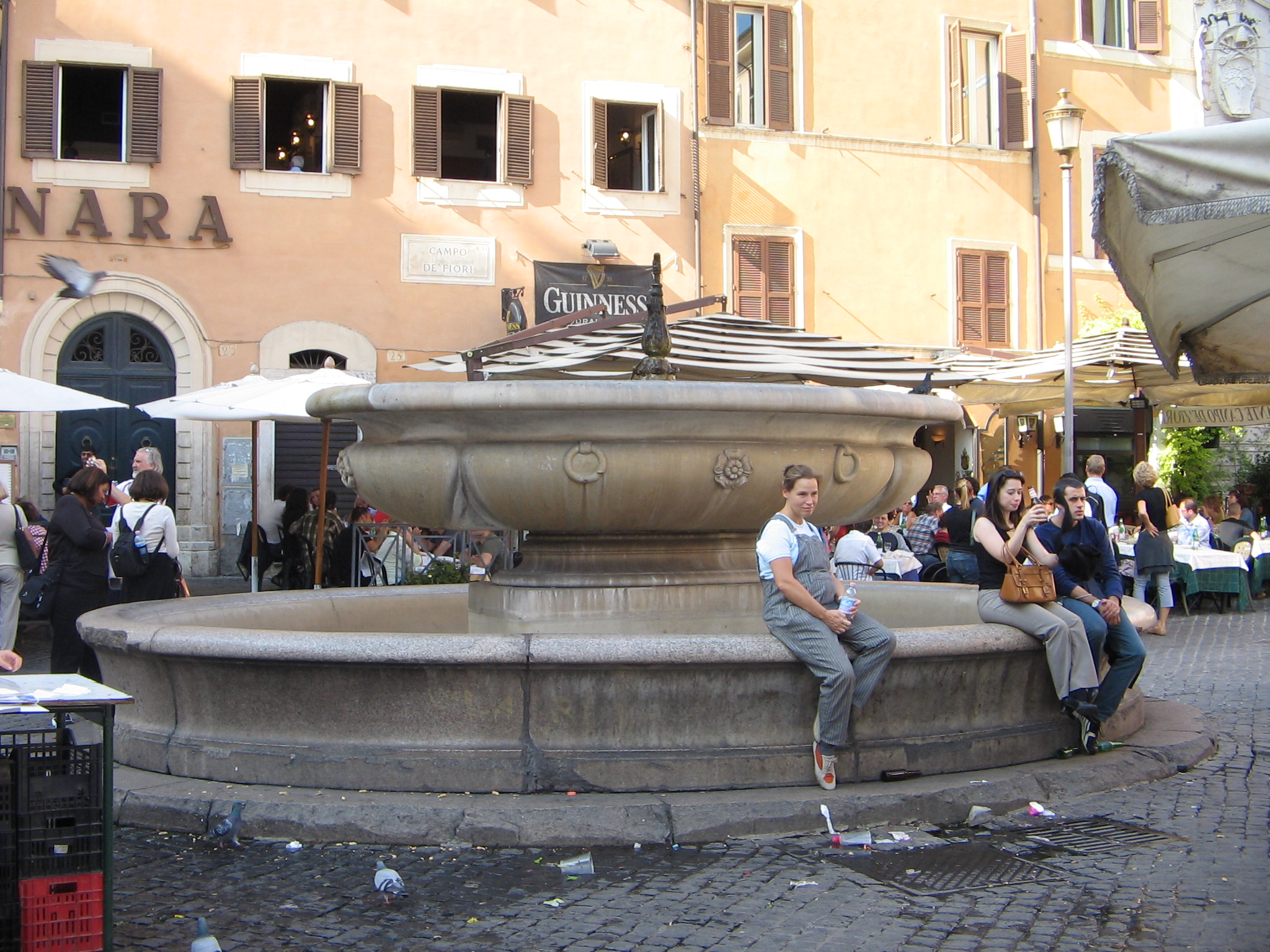
La Fontana della Terrina.

Ya desde la segunda mitad del siglo xiii, la familia Orsini, sustituyendo en parte a sus antepasados Boboni, adquirió numerosos bienes, entre ellos casas con torres y murallas almenadas, que ocupaban todo el lado sureste de la plaza y se encontraban en parte de la zona del Teatro de Pompeyo y en terrenos pertenecientes a la iglesia de Sant'Angelo in Pescheria, en posición estratégica a lo largo de la citada Via Florea, entre las actuales Piazza del Biscione y Via dei Giubbonari, incluidas las estructuras fortificadas de la adyacente Torre dell'Arpacata, que se convirtió en la residencia fortificada de la rama de los Orsini de Campoflore o simplemente de Campo, que incluía las líneas de Vicovaro y Tagliacozzo. Todavía a principios del siglo xviii la familia Orsini ostentaba derechos de baronía sobre la plaza. Posteriormente, el cuerpo principal de la residencia de los Orsini, con acceso desde la Piazza del Biscione, fue cedido en el siglo xv a los Condulmer, para volver a los Orsini en el siglo xvi, y posteriormente a los Pio di Savoia, que remodelaron completamente el edificio, que pasó posteriormente a los Righetti y a otros propietarios.
Situada en el límite con el rione Regola, con el progresivo aumento de la importancia de la zona de la Via dei Banchi Vecchi y del recorrido que conducía al Vaticano, en 1456 el papa Calixto III hizo pavimentar la zona, en el ámbito de un proyecto más amplio de remodelación de todo el rione Parione, que se prolongaría durante buena parte del siglo xvi con la apertura y rectificación, por órdenes de Paulo III, de la Via dei Baullari desde la Via Papalis, junto a las casas de la familia Massimo, hasta la Piazza Farnese. Esta renovación hizo que se construyeran en la zona muchos palacios importantes, entre los cuales los más importantes en los alrededores eran el nuevo Palacio de la Cancillería y el Palacio Farnesio. Por este motivo, la plaza se convirtió en un lugar de paso obligado para personalidades destacadas como embajadores y cardinales. Esto trajo un cierto bienestar a la zona: el Campo de' Fiori se convirtió en la sede de un floreciente mercado de caballos que se celebraba dos veces a la semana (los lunes y sábados), y en los alrededores de la plaza surgieron numerosos hoteles, pensiones y tiendas de artesanos. La plaza se convirtió así en el centro de varias actividades comerciales y culturales. En la esquina con la Via dei Cappellari es todavía visible la Locanda del Gallo, que fue propiedad de Vannozza Cattanei. La plaza alcanzó su actual extensión después de 1858, cuando se demolieron las casas existentes en el lado norte, entre la Via dei Baullari y el Vicolo del Gallo, trasladando a esta nueva zona de la plaza la copia de la Fontana della Terrina, situada previamente en el centro de la misma.

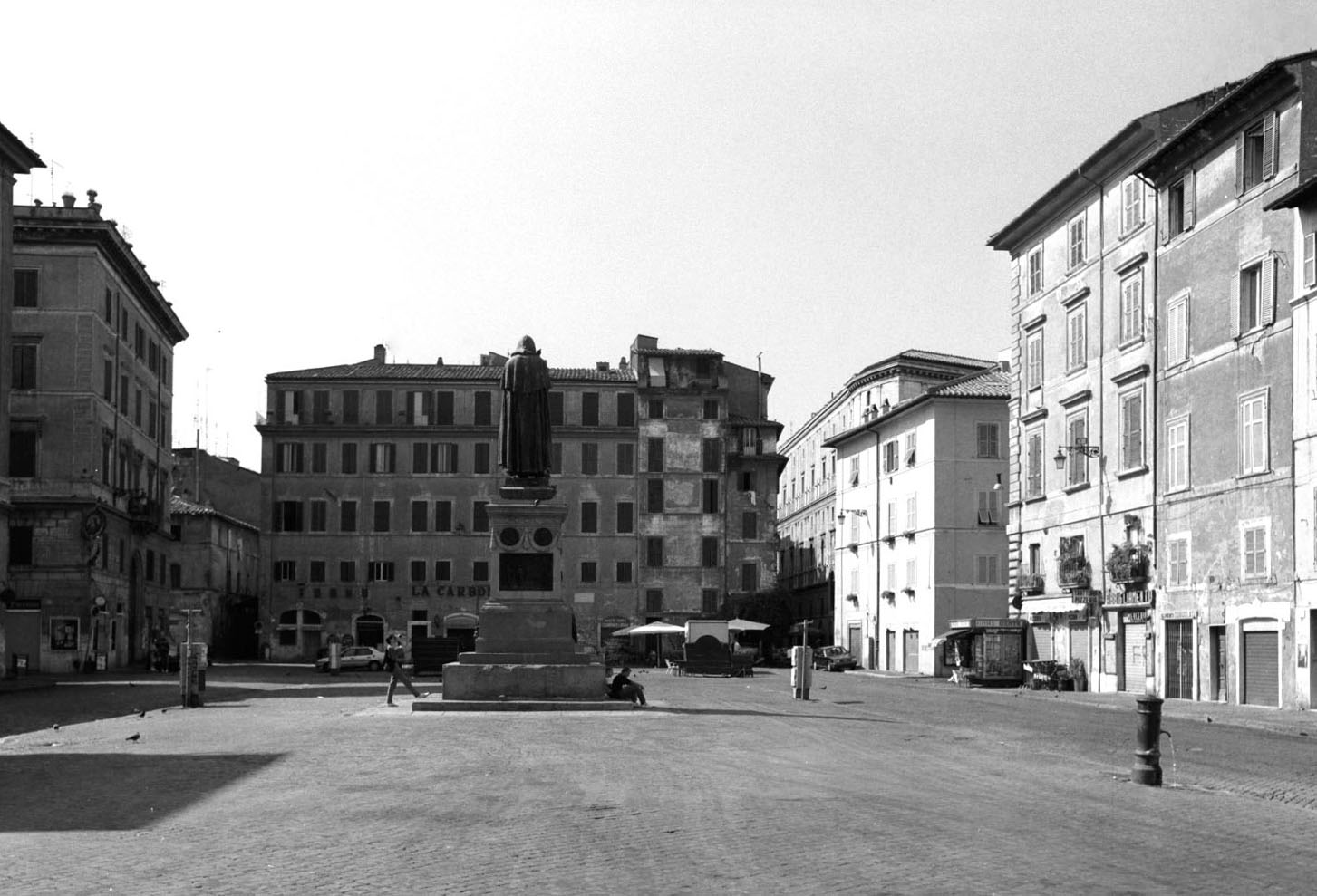
La plaza en un día sin mercado.

En el Campo de' Fiori tenían lugar las ejecuciones capitales y los castigos con cuerdas. El jueves 17 de febrero de 1600 fue quemado vivo aquí el filósofo y fraile dominico Giordano Bruno, acusado de herejía. En 1876 se constituyó un comité de estudiantes universitarios, fervientes republicanos, con el objetivo de promover, como recuerdo al filósofo nolano, la realización de un monumento de bronce en el lugar donde se encontraba la estaca. Al comité se adhirieron numerosos intelectuales de todas las partes del mundo como Walt Whitman, Ernest Renan, Victor Hugo, Silvio Spaventa o Henrik Ibsen. Pese a la fuerte hostilidad del mundo eclesiástico, el monumento a Giordano Bruno, obra del escultor Ettore Ferrari, fue inaugurado el 9 de junio de 1889.
Desde 1869 la plaza alberga un animado y pintoresco mercado, cuya atmósfera popular está bien representada en la conocida película Campo de' fiori de 1943, con Anna Magnani y Aldo Fabrizi. El Campo de' Fiori es la única plaza histórica de Roma donde no hay una iglesia.
El Campo de' Fiori se ha convertido en uno de los lugares nocturnos preferidos por los más jóvenes, tanto italianos como extranjeros, debido a la presencia de muchos locales y pubs. Debido a episodios de violencia, vandalismo y ruidos nocturnos producidos a partir de la década de 2010, la plaza es a menudo vigilada por la policía durante las horas de la noche.